# Карлети (Империја)
Карлети је насеље у Италији у округу Империја, региону Лигурија.
Према процени из 2011. у насељу је живело 30 становника. Насеље се налази на надморској висини од 79 м.